# Biglietto per l'Inferno
Biglietto per l'Inferno è un gruppo di rock progressivo italiano, originario della zona di Lecco attualmente attivo con il nome di Biglietto per l'Inferno.Folk.

## Storia

### 1969-1975: Biglietto per l'Inferno
Il gruppo venne formato a Lecco, nel 1972, da alcuni componenti di due formazioni attive dal 1969 ed appena sciolte (i Gee e i Mako Sharks), e incise l'omonimo album d'esordio nel 1974, classificabile come rock progressivo sinfonico-romantico (sullo stile di Genesis, King Crimson, ELP e BMS), caratterizzato da toni oscuri e venature hard rock.
I testi, seguendo la moda dell'epoca non senza un certo grado di ingenuità, trattano del rapporto tra società e religione e assumono una valenza provocatoria verso il moralismo bigotto, come nel caso di Ansia o Confessione, che rimangono i loro brani più rappresentativi. Gli arrangiamenti sono dominati dalle doppie tastiere di Giuseppe Banfi e Giuseppe Cossa, e dal flauto di Claudio Canali (che era anche il cantante del gruppo). Pur avendo ottenuto grande apprezzamento della critica e una consistente notorietà, Biglietto per L'inferno non fu un successo dal punto di vista commerciale, probabilmente a causa delle ridotte capacità di distribuzione della piccola etichetta discografica Trident Records.
Nel 1975 il gruppo iniziò a lavorare al secondo album, con la produzione di Eugenio Finardi. Venne pubblicato un singolo, ma il successivo fallimento della Trident Records impedì la pubblicazione dell'album; il gruppo si sciolse poco dopo. L'album "mancato" nel 1975 fu recuperato nel 1992 dalla Mellow Records, un'etichetta specializzata nel revival del genere progressive, e pubblicato su CD.

### Dopo i Biglietto per l'Inferno
Il cantante Canali (i cui testi erano spesso polemici nei confronti del clero, al punto di guadagnargli il nomignolo di "voce del diavolo"), dopo una breve esperienza con gli "Hare Krishna", il 15 settembre 1994 prese i voti come monaco benedettino.
Il tastierista Banfi intraprese una carriera solista di discreto successo con lo pseudonimo di Baffo Banfi.
Il batterista Gnecchi collaborò a diversi progetti musicali, incluso l'album solista di Franco Mussida (PFM) Racconti della tenda rossa.
Fausto Branchini è rientrato sulla scena nel 1989 in veste di cantautore incidendo diversi dischi fra i quali "Il nevare" live. Ha collaborato anche, come paroliere, con Umberto Balsamo. Ha inoltre pubblicato, nel 1998, un romanzo da collocare fra filosofia e mistero oltre a diverse opere di narrativa e saggistica.
Nel 2004 è stato pubblicato da BTF un cofanetto che comprende i primi due album e un CD live extra. Il live è stato anche ripubblicato da solo nel 2005, sempre da BTF, con il titolo Live 1974.

#### 2013-in poi: Il ritorno dei Biglietto per l'Inferno

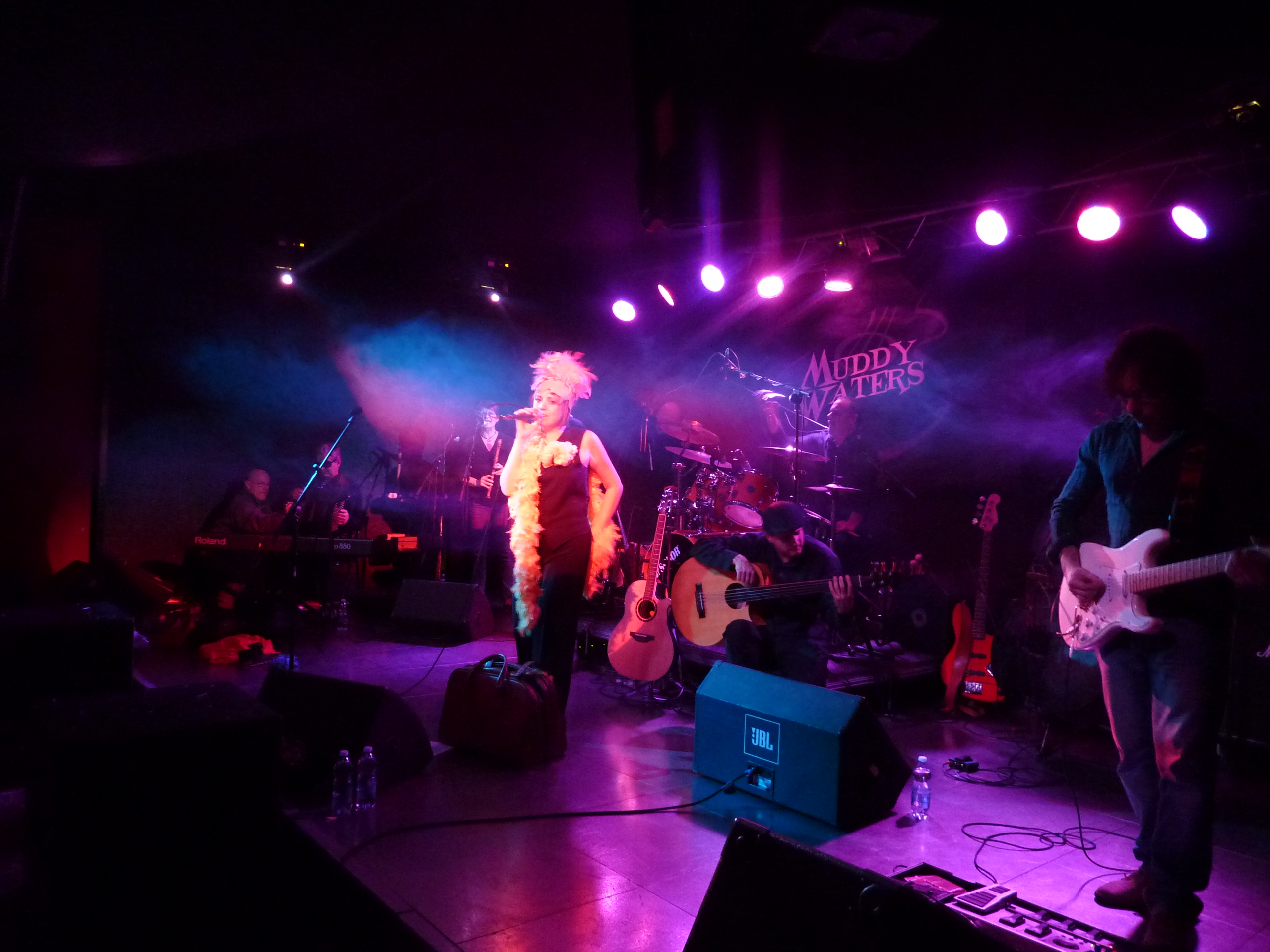
La nuova formazione in veste "folk" dal vivo.

Nel 2007 tre componenti del gruppo originario Pilly cioè Giuseppe Cossa , Mauro Gnecchi e Baffo con la benedizione di Fra Claudio (Canali) danno vita a una nuova fase del Biglietto con il nuovo nome Biglietto per l'Inferno.Folk, che sfocia nella pubblicazione di nuovo album Tra l'assurdo e la ragione.
Il nuovo progetto presenta una rilettura del repertorio storico del gruppo in chiave folk, utilizzando strumenti della tradizione accanto alle sonorità rock. Fausto Branchini decide di non partecipare al progetto per continuare il suo percorso di solista, e l'attività di scrittore. Anche Marco Mainetti non ha condiviso il progetto e come lo stesso Branchini è stato ufficialmente ringraziato nell'allegato cartaceo del CD per non aver risparmiato critiche e consigli comunque sempre puntuali e ben accetti dai componenti del gruppo. Baffo Banfi decide di non partecipare alle esibizioni live mantenendo il ruolo di produttore e segretario.
Ai musicisti originari si affiancano Enrico Fagnoni ai bassi, Renata Tomasella e Ranieri Fumagalli ai fiati, Mariolina Sala che interpreta al femminile il ruolo di Claudio Canali, Carlo Redi mandolino e violino e Franco Giaffreda chitarra elettrica e acustica. Lo stesso Canali, con lo pseudonimo di Frate Isaia, compare sia come voce recitante sia come flautista, anche nell'album Tra l'assurdo e la ragione il cui titolo è il nome di un brano inedito. Nel gennaio 2011 è stato pubblicato da AMS su vinile 180g a tiratura limitata.
Nel 2015 è stato pubblicato in CD e in vinile a tiratura limitata Vivi, lotta, pensa con l'entrata di Pier Panzeri alle chitarre.
Claudio Canali, voce, flauto e fondatore del gruppo, muore il 27 agosto 2018 nel suo eremo di Minucciano.

## Componenti

### Formazione originale
- Claudio Canali (voce, flauto, flicorno)
- Giuseppe Banfi (organo, moog)
- Giuseppe Cossa (piano, organo)
- Marco Mainetti (chitarra)
- Fausto Branchini (basso)
- Mauro Gnecchi (batteria)
- Sergio Sala (secondo basso)

### Formazione attuale (Biglietto per l'Inferno.Folk)
- Giuseppe Cossa (piano, organetto)
- Mauro Gnecchi (batteria)
- Enrico Fagnoni (basso, contrabbasso, basso acustico)
- Mariolina Sala (voce)
- Pier Panzeri (chitarra)
- Carlo Redi (violino, mandolino)
- Renata Tomasella (flauti, piffero, ocarine)
- Ranieri Fumagalli (flauti, ocarine, cornamusa)

## Discografia

### Album in studio
- 1974 - Biglietto per l'inferno (Trident Records)
- 1992 - Il tempo della semina (Mellow Records, registrazioni del 1975)
- 2009 - Tra l'assurdo e la ragione (AMS/BTF, su CD e LP)
- 2015 - Vivi, lotta, pensa (AMS)

### Album dal vivo
- 2005 - Live 1974 (da registrazioni dal vivo del 1974; lo stesso live incluso nel cofanetto)

### Raccolte
- 2004 - Un Biglietto per l'inferno (2004, cofanetto di 3 CD, include i primi due album e un live)

### Partecipazioni a compilation
- 2002 - POP Villa Pamphili (BMG) (brano Confessione)

### 45 giri
- 1974 - Una strana regina/Confessione (entrambi da Biglietto per l'Inferno, Trident Records)
- 1975 - Vivi lotta pensa/L'arte sublime del giusto regnare (entrambi da Il tempo della semina, Trident Records)